# نورین معتمد
نورین معتمد یکی از نقاشان ایرانی زاده آبادان و بزرگ‌شده تهران است. او از سال ۱۹۸۳ فعالیت حرفه‌ای خود را در زمینه نقاشی آغاز کرد، و تا به امروز در سبک‌های متفاوتی تجربه کسب کرده است. او در مجموعه آثارش سبک‌های فیگوراتیو، ناتورالیست، پرتره، سوررئالیسم، آبستره و رئالیسم دارد.
مجموعه «بافندگان» از کارهای برجسته اوست. در این مجموعه او تلفیقی از هنر مینیاتور با فضاهای سنتی و بومی را به وجود آورده است. سبک او در این مجموعه به سبک فیروزه گل‌محمدی در کتاب «زن، آب و آیینه» نزدیک است؛ هرچند سبک کاری این دو با هم متفاوت است، اما در به تصویر کشیدن موضوع واحد اشتراکاتی دارند. زنان ایلیاتی، بافندگان گلیم و جاجیم، رقص و شادی‌های آیینی، بخشی از موضوعات نقاشی‌های مجموعه «بافندگان» هستند.

## زندگی هنری
نورین معتمد فراگیری نقاشی را از ۱۳۶۲ آغاز کرد، و طی سال‌های بعد، سبک‌ها و تکنیک‌های متفاوتی را تجربه کرد. او فعالیت هنری جدی‌اش از را از ۱۹۸۳ میلادی آغاز کرد.
از جمله آثار وی می‌توان به مجموعه‌های «بافندگان»، «انسان و طبیعت» و مجموعه «آبستره-فیگوراتیو با الهام از نگارگری ایرانی (مینیاتور)» اشاره کرد.
بعدتر، او مدرک کارشناسی نقاشی‌اش را از دانشکده هنر و معماری دانشگاه آزاد اسلامی، و مدرک کارشناسی ارشد نقاشی را از دانشکده هنر دانشگاه الزهرا کسب کرد.